# أرتور فاز
أرتور فاز (3 أبريل 1925 بالبرتغال - 30 يوليو 2009) هو لاعب كرة قدم برتغالي في مركز الدفاع. شارك مع منتخب البرتغال لكرة القدم. أما مع النوادي، فقد لعب مع نادي فيتوريا سيتوبال.

## وصلات خارجية
- أرتور فاز على موقع قاعدة بيانات كرة القدم.إي يو (الإنجليزية)
- أرتور فاز على موقع عالم كرة القدم.نت (الإنجليزية)